# Kanton Tuffé
Kanton Tuffé (fr. Canton de Tuffé) je francouzský kanton v departementu Sarthe v regionu Pays de la Loire. Tvoří ho 13 obcí.

## Obce kantonu
- Beillé
- Boëssé-le-Sec
- Bouër
- Duneau
- La Bosse
- La Chapelle-Saint-Rémy
- Le Luart
- Prévelles
- Saint-Denis-des-Coudrais
- Saint-Hilaire-le-Lierru
- Sceaux-sur-Huisne
- Tuffé
- Vouvray-sur-Huisne